# Omfale

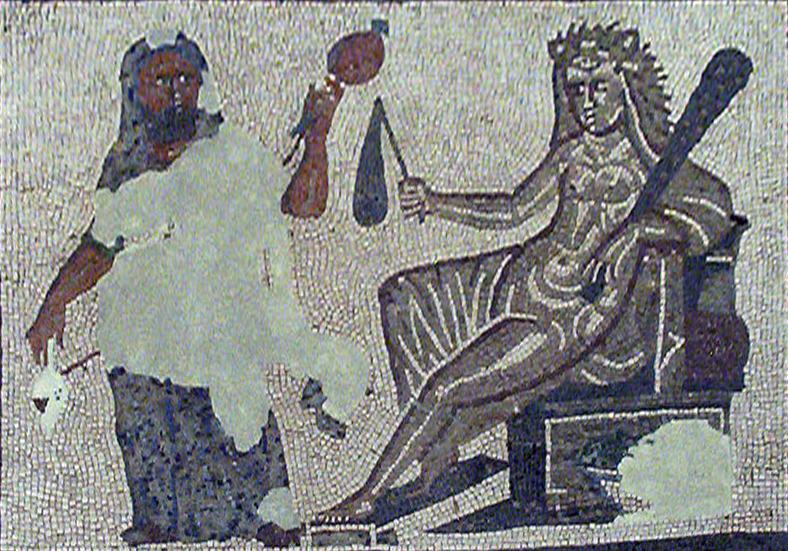
Herakles och Omfale. Romersk mosaik från första hälften av 200-talet e.Kr.

Omfale var i grekisk mytologi drottning i Lydien.
Omfale är mest känd som den som höll hjälten Herakles som slav. De bytte då roller: Han bar kvinnokläder och hon uppträdde som krigare.